# Wolfgang Raupach-Rudnick

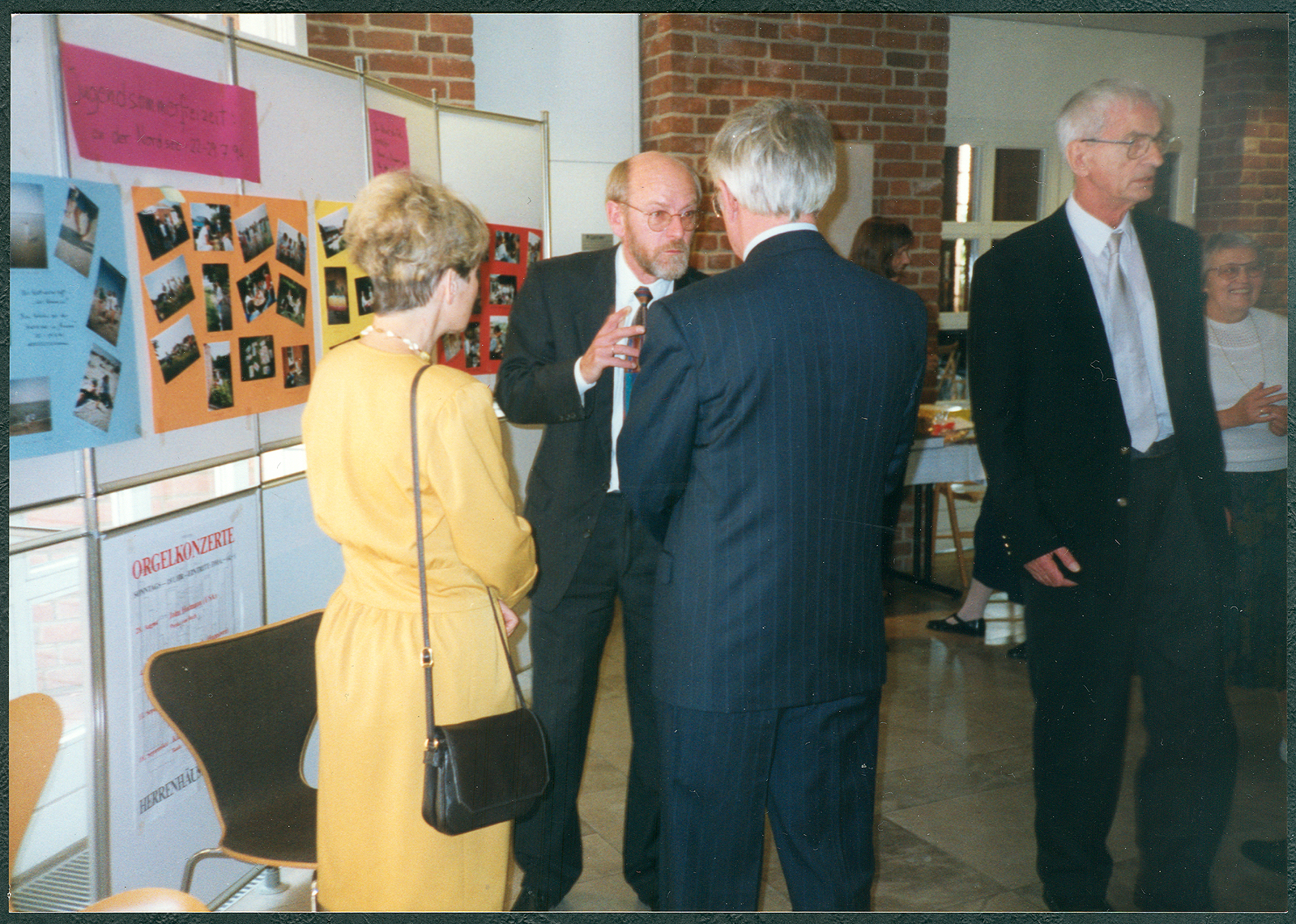
Wolfgang Raupach (zweiter von links) 1994 im Gespräch mit einem Ehepaar anlässlich des 80. Geburtstages des Pastors Rufus Flügge (ganz rechts) in der Dietrich-Bonhoeffer-Kirche im Roderbruch von Hannover

Wolfgang Raupach, verheiratet Wolfgang Raupach-Rudnick (* 27. Dezember 1946 in Holzminden; † 23. September 2022 in Hannover), war ein deutscher evangelischer Theologe. Er lebte zuletzt in Hannover-Linden.

## Leben
Wolfgang Raupach wuchs zunächst in Bad Harzburg auf. 1957 zog er mit seiner Familie nach Hannover und besuchte das dortige Gymnasium. Er studierte Theologie in Bethel, Tübingen und Heidelberg. 1971 bis 1984 wirkte er zunächst als Vikar, dann als Pastor an der Kreuz- und der Marktkirche in Hannover.
Von 1984 bis 1990 arbeitete Raupach in Berlin als Geschäftsführer der Aktion Sühnezeichen Friedensdienste. Anschließend übernahm er die Aufgaben eines Pastors in der St.-Pankratius-Kirchengemeinde in Burgdorf bei Hannover. Von 1994 bis zu seinem Ruhestand 2010 leitete er im Amt für Gemeindedienst der Evangelisch-lutherischen Landeskirche Hannovers die Arbeitsstelle Kirche und Judentum.
Raupach war mit der Theologin und Hochschullehrerin Ursula Rudnick (* 1963) verheiratet. Mit ihr arbeitete er an einer Reihe von Projekten zusammen, darunter die an über 50 Orten der Landeskirche gezeigte Ausstellung „Blickwechsel – Christen und Juden – Juden und Christen“. Er starb 2022 im Alter von 75 Jahren.

## Schriften (Auswahl)
als Autor:
- Das Buch der Juden als Buch der Christen ( = Kirche und Judentum, Reihe Texte, Band 1), in unterschiedlichen Fassungen als Vortrag gehalten worden am 24. Oktober 1995 auf der Klausurtagung der Arbeitsgemeinschaft Nord/West e.V. der Deutschen Bibelgesellschaft in Bergkirchen und am 23. Januar 1997 in der Marktkirche Hannover bei einem Forum zum jüdisch-christlichen Dialog, hrsg. vom Beauftragten für Christentum und Judentum im Amt für Gemeindedienst der Ev.-Luth. Landeskirche Hannovers, [1997]
- Glauben Juden und Christen an denselben Gott? ( = Kirche und Judentum, Reihe Texte, Band 2), erweiterte Fassung eines Vortrags, der am 28. Februar 1996 vor der Gesellschaft für Christlich-Jüdische Zusammenarbeit in der Jüdischen Gemeinde in Hannover und am 25. März 1998 vor der Braunschweiger Bibelgesellschaft in der Reformierten Gemeinde in Braunschweig gehalten wurde, Hrsg.: Beauftragter für Christentum und Judentum im Amt für Gemeindedienst der Ev.-Luth. Landeskirche Hannovers, 1998
- „Kinder des Teufels!“ Polemik im Neuen Testament ( = Kirche und Judentum, Reihe Texte, Band 3), der Text geht zurück auf einen Vortrag, der in unterschiedlichen Fassungen am 4. November 1998 in Stade und am 17. Januar 1999 in der Marktkirche in Hannover gehalten wurde, Hrsg.: Beauftragter für Christentum und Judentum im Amt für Gemeindedienst der Ev.-Luth. Landeskirche Hannovers, 1999
  - veränderte und ergänzte Fassung unter dem Titel „Sie haben sogar den Herrn Jesus getötet“ ( = Kirche und Judentum, Reihe Texte, Band 4), 2. Auflage, Hannover: Haus Kirchlicher Dienste der Evang.-Luth. Landeskirche Hannovers, 2006
- Es braucht Zeit. Eine Sammlung, [Hannover]: W. Raupach, 2010
- Eben Hannöversch! Menschen, Häusern und Plätzen hinter die Fassade geschaut, aus Anlass des zwanzigjährigen Bestehens des Hanns-Lilje-Hauses in Hannover, Hannover: Haus Kirchlicher Dienste der Evang.-Luth. Landeskirche Hannovers, 2011; Inhaltsverzeichnis
- Leben lesen, [Hannover]: [Wolfgang Raupach], [2017?]

als Herausgeber
- Weisung fährt von Zion aus, von Jerusalem seine Rede. Exegesen und Meditationen zum Israel-Sonntag, 1. Auflage, Berlin: Aktion Sühnezeichen, Friedensdienste, 1991, ISBN 978-3-89246-022-0 und ISBN 3-89246-022-1

Herausgeber als Beauftragter für Kirche und Judentum im Amt für Gemeindedienst der Ev.-Luth. Landeskirche Hannovers
- „Hanna aber stand auf“. Ein Gebet des Alten Testamentes zu Ostern, ( = Kirche und Judentum, Reihe Arbeitshilfe, Heft 15), 2000
- Wächter der Verheißung. Israel-Sonntag 2000 ( = Kirche und Judentum, Reihe Arbeitshilfe, Heft 16), 2000
- Begegnung am Brunnen. Israel-Sonntag 2001 ( = Kirche und Judentum, Reihe Arbeitshilfe, Heft 17), 2001
- Gottes Geheimnis – Gottes Barmherzigkeit. Israel-Sonntag 2002 ( = Kirche und Judentum, Reihe Arbeitshilfe, Heft 18), 2002
- Abend-Mahl-Zeit. Jüdische Tradition im christlichen Gottesdienst Pessach und Gründonnerstag ( = Kirche und Judentum, Reihe Arbeitshilfe, Heft 21), [2004]

als Verantwortlicher:
- ... damit sich Gott erbarme ... Israel-Sonntag 2005 ( = Kirche und Judentum, Reihe Arbeitshilfe, Heft 22), Hannover: Haus Kirchlicher Dienste, 2005
- Die Frau am Jakobsbrunnen. Israel-Sonntag 2007 ( = Kirche und Judentum, Reihe Arbeitshilfe, Heft 23), Hannover: Haus Kirchlicher Dienste, 2007
- mit Eva Hadem (Autorin): Persönlich – verwurzelt – theo-logisch. Gelobt sei Gott! Israelsonntag, 8. August 2010 ( = Kirche und Judentum, Reihe Arbeitshilfe, Heft 26), Hannover: Haus Kirchlicher Dienste der Evang.-Luth. Landeskirche Hannovers, 2010; Inhaltsverzeichnis